# Syer-Tenyer
Die Sprache Syer-Tenyer, oder auch Westliches Karaboro, ist ein Paar von zwei Senufo-Dialekten, die in Burkina Faso gesprochen werden.
Die zwei Dialekte des West-Karaboro sind Syer und Tenyer.
Die Sprache ist vom Aussterben bedroht, da immer mehr Sprecher zusehends das Französische, die Amtssprache Burkina Fasos, im Alltag verwenden.